# رسومات لمسية

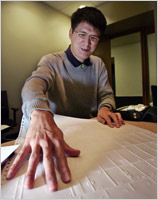

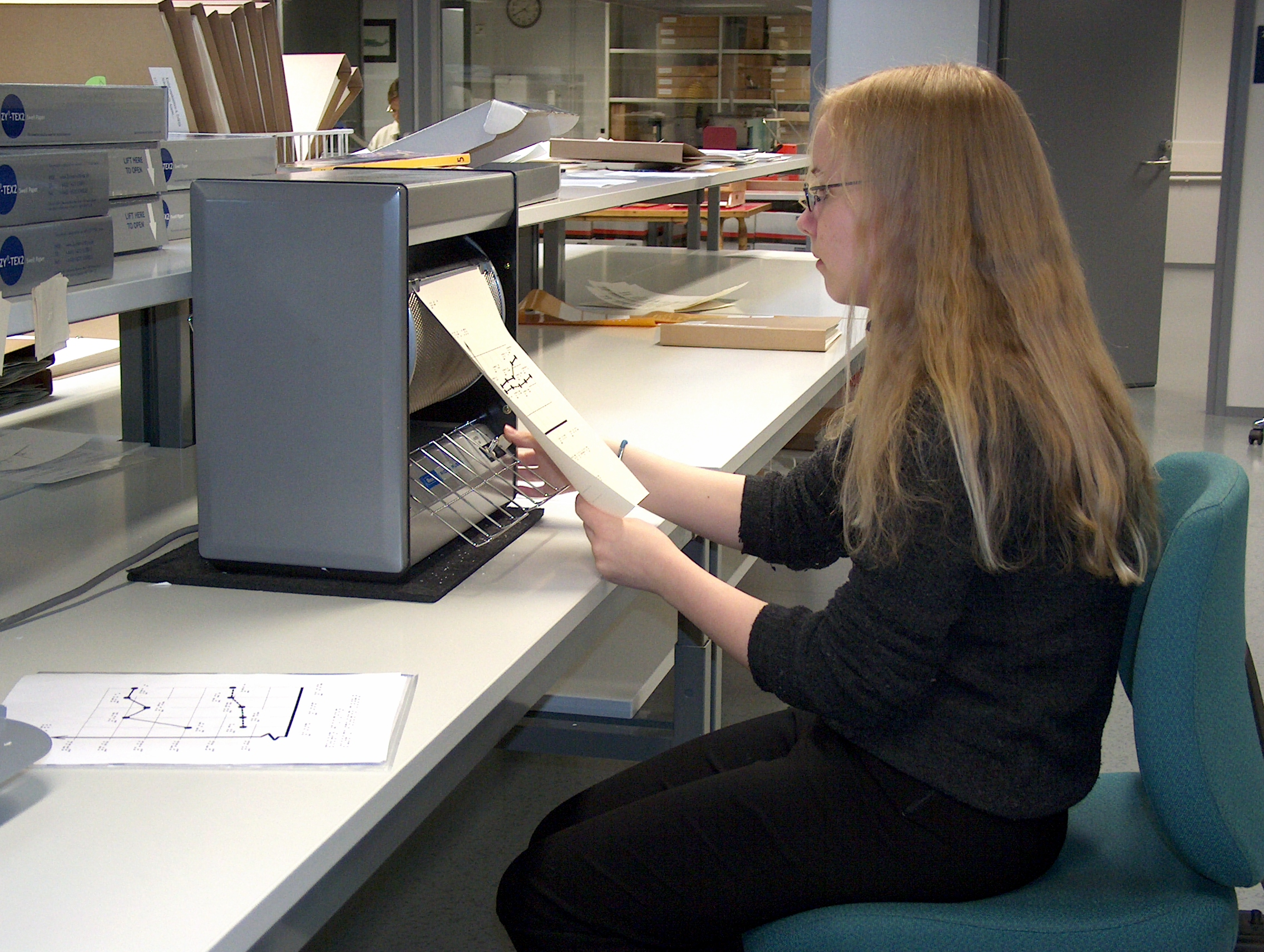

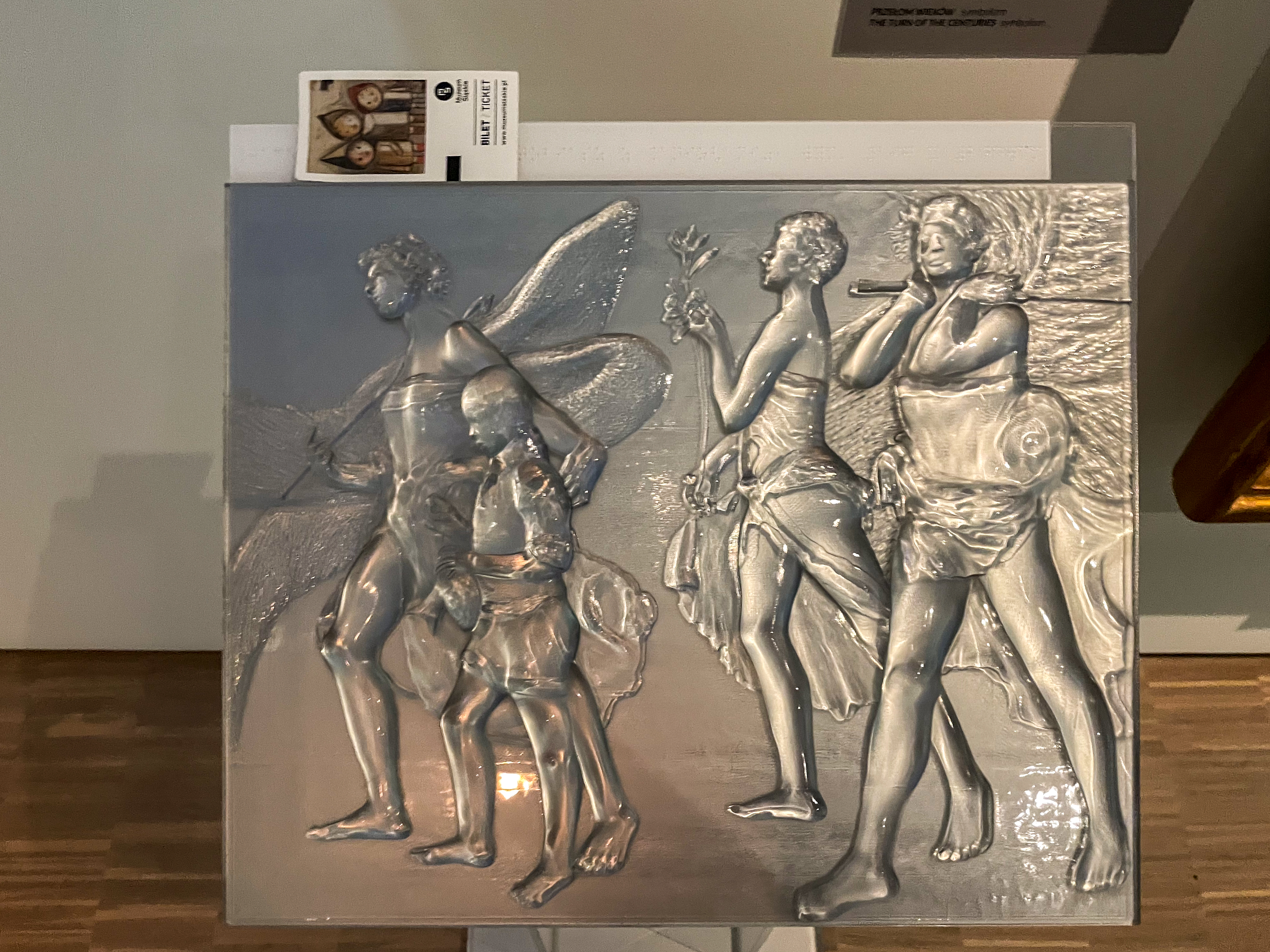

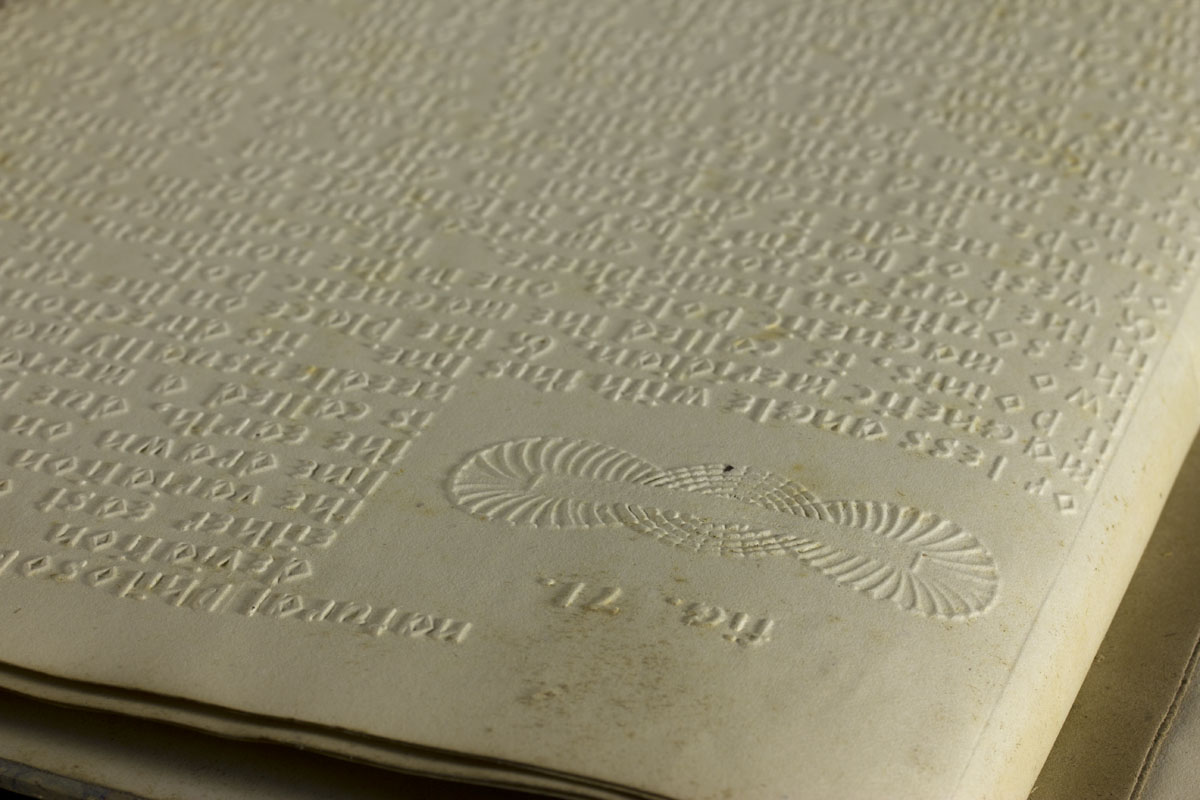

الرسومات اللمسية ، بما في ذلك الصور اللمسية ، والمخططات اللمسية ، والخرائط اللمسية ، والرسوم البيانية اللمسية ، هي صور ذات أسطح بارزة يمكن للأشخاص المكفوفين أو ضعاف البصر الإحساس بها عن طريق اللمس. تستخدم لنقل المعلومات غير النصية مثل الخرائط واللوحات والرسوم البيانية والمخططات.
يمكن اعتبار الرسومات اللمسية بمثابة مجموعة فرعية من الصور التي يمكن الوصول إليها، والتي يمكن إتاحتها للأشخاص ذوي الإعاقة البصرية بطرق مختلفة، مثل الوصف اللفظي، أو الصوت، أو ردود الفعل اللمسية . أحد الاستخدامات الأكثر شيوعًا للرسومات اللمسية هو إنتاج الخرائط اللمسية.

## الخرائط اللمسية
تُعد الخرائط اللمسية من أكثر أنواع الرسومات اللمسية استخدامًا. بدأت هذه الخرائط بأشكال بدائية، حيث كانت تُنتج عن طريق لصق كائنات على سطح خشن لتمشيل عناصر مختلفة. أما في العصر الحديث، فيتم إنتاجها بإستخدام تقنيات حاسوبية متقدمة مثل الطابعة النافثة للحبر أو التشكيل الحراري.

## طرق إنتاج الخرائط اللمسية
- التشكيل الحراري: تُعد هذه الطريقة من أكثر الطرق شيوعًا لإنتاج الخرائط اللمسية. حيث يتم تسخين ورقة بلاستيكية وسحبها فوق قالب يحتوي على شكل الخريطة. يُعرف هذا القالب بإسم السيد، ويمكن تصنيعه من مواد متنوعة، وعلى الرغم من أن هذه العملية دقيقة، إلا أنها تستغرق وقتًا نسبيًا في الإعداد.

- آلات النقش برايل: يمكن استخدامها لإنتاج خرائط ورقية ملموسة بتكلفة وجهد أقل من التشكيل الحراري.[1]

- الطابعة النافئة للحبر: تعتمد هذه التقنية على وضع طبقات من الحبر المصمم خصيصًا، ويعالج بالأشعة فوق البنفسجية قبل إضافة الطبقة التالية. هذه التكنولوجيا هي فرع من صناعات أخرى، مثل تصنيع لوحات الدوائر والتطبيقات الطبية الحيوية.[2]

## المواد والركائز المستخدمة
تلعب مادة الركيزة دورًا محوريًا في جودة الخرائط اللمسية، ومن المواد المستخدمة:
- البلاستيك الخشن والناعم
- الورق الخشن والناعم
- ورق الكبسولات الدقيقة
- برايلون
- الألمنيوم

تؤخذ عدة عوامل في الاعتبار عند اختيار الركيزة ؛ وتشمل هذه العوامل، الوظيفة والمتانة والقدرة على النقل.

## المتغيرات اللمسية
تمامًا كما تساعد المتغيرات الشبكية لجاك بيرتين في تحديد كيفية إنتاج الخرائط البصرية؛ تحتوي الخرائط اللمسية على صيغة أيضًا. على الرغم من أن الباحثين لم يقموا بتوحيد متغيرات الخريطة اللمسية، إلا أن هذه المتغيرات التسعة عادة ما يتم تضمينها اعتمادًا على الركيزة : الاهتزاز، والرفرفة، والضغط، ودرجة الحرارة، والحجم، والشكل، والملمس/الحبوب، والتوجيه، والارتفاع.

## الارتفاعات اللمسية النموذجية
في الخرائط المصبوبة حراريًا يبلغ الإرتفاع النموذجي للعنصر البارز ما لا يقل عن 1 ملم، متوسط، أما في ورق الانتفاخ يبلغ 0.5، بينما  تتراوح دقة النقش على الحروف البرايلية والمليمترات من 0.25 إلى 1 ملم. يمكن التحكم في الطابعات النافثة للحبر لتغيير الارتفاع حسب الحاجة. أجرت ساندرا جيهويل دراسة عام 2009 لاختبار مستويات ارتفاع مختلفة، وقدرت أن الارتفاعات اللمسية المفضلة تقع بين 40 و80 ميكرومترًا اعتمادًا على خلفية الركيزة وشكل الكائن وسلاسة الخطوط. يجب أن يكون للرموز مثل المثلث والمربع والدائرة طول خط أساسي أدنى يبلغ 6.4 و5.0 و5.5 مم على التوالي للتعرف الصحيح.

## الخرائط اللمسية الصوتية
تُعد الخرائط اللمسية الصوتية أو الأجهزة اللوحية الرسومية هي أجهزة تفاعلية. تستخدم أدوات اللمس الإلكترونية المتحدثة برنامج Macromedia Flash مع ملفات صوتية لنقل المعلومات إلى المستخدم الكفيف أو ضعيف البصر. عندما يلمس إصبع المستخدم ميزة أو رمزًا، يوفر التسجيل معلومات حول الكائن أو الرمز أو المنطقة. على سبيل المثال، يمكن استخدام صوت تناثر الماء في مناطق مثل الأنهار أو المحيطات. يتمتع هذا التنسيق بإمكانيات كبيرة لنقل المعلومات عبر الإنترنت والتي يمكن تنزيلها على جهاز كمبيوتر أو جهاز محمول.

## الأجهزة التفاعلية والرقمية
تتوفر مجموعة من الأجهزة التي تتيح للمكفوفين أو ضعاف البصر استخدامها للتفاعل مع الرسومات الموجودة على شاشة الكمبيوتر. يمكن تكييف الماوس المهتز أو غيره من أجهزة ردود الفعل القوية لتحويل أي خريطة مرئية يتم إنشاؤها بواسطة برنامج إلى خريطة لمسية هجينة. يمكن تغيير الإشارة التفاعلية للجهاز عند عبور الحدود أو الرمز.
تتوفر شاشات برايل قابلة للتحديث وعالية الدقة تحتوي على 1500 إلى 12000 بكسل. شاشة عرض برايل الرسومية المتوفرة في السوق هي DV-2 (من KGS  ) بدقة 1536 بكسل، وHyperbraille  بدقة 7200 بكسل، وTACTISPLAY Table/Walk (من Tactisplay Corp.  ) بدقة 2400/12000 بكسل على التوالي. يحتوي جدول TACTISPLAY  على إجمالي 12000 بكسل مرتبة في 120 × 100.

## خرائط التكبير اللمسية
هي عبارة عن خريطة لمسية تم تطويرها مؤخرًا، و تم تصميم هذه الخرائط خصيصًا لأولئك الذين يستطيعون قراءة طريقة برايل ولم يسبق لهم التفاعل مع الخرائط اللمسية. مصطلح التكبير/التصغير قابل للمقارنة بخريطة الإنترنت المرئية القابلة للتكبير والتصغير. يتم تقسيم الدولة إلى مناطق على الخريطة الأولى ثم تحتوي الخريطة المكبرة التالية على تفصيل للمناطق وهكذا حتى يتم الوصول إلى مستوى المدينة. تعتمد هذه الخرائط المتعاقبة على نسيج يمكن الاعتماد عليه مع تقدم تكبير الخريطة. يؤدي هذا إلى خلق نوع من الألفة عند الاقتراب من الخريطة التالية. ويتم تحقيق ذلك في كثير من الحالات من خلال اتجاه الخط والمساحة والشكل المتسق. يتم وضع نص برايل على الخريطة بجوار أسطورة ذات نسيج مستطيل لتحديد المنطقة.